# 장서관리
장서관리란 도서관장서를 관리하는 것과 관련된 제반 활동이다. 장서개발은 장서의 입수 측면을, 장서관리는 입수된 장서의 관리운영 측면을 강조하여 구분된다. 장서의 보존, 대출, 폐기 등의 행위를 포괄한다.

## 같이 보기
- 장서개발
- 도서관 경영학